# Музей прикладного искусства (Вена)
Музей прикладного искусства (нем. Museum für angewandte Kunst, сокращенно MAK) — художественный и культурологический музей в Вене. Он был открыт в 1864 году первоначально в Доме балов («Balhaus») в венском Хофбурге, во Внутреннем Городе. Кроме традиционной сферы интересов для собрания прикладного искусства музей также собирает и постоянно пополняет коллекцию произведений современного искусства и архитектуры.

## История
Музей под названием «Императорский и королевский австрийский музей искусства и промышленности» был основан 7 марта 1863 года императором Францем Иосифом I. Его первым директором стал профессор Венского университета по истории искусств Рудольф фон Айтельбергер. Открытие музея последовало 12 мая 1864 года, первоначально экспозиция временно занимала здание Дома балов в венском Хофбурге, приспособленном архитектором Генрихом фон Ферстелем под выставочные залы. 15 ноября 1871 года музей был открыт в новом, нынешнем его здании, построенном по проекту Генриха фон Ферстеля в стиле неоренессанса. Художественное оформление принадлежит живописцу Фердинанду Лауфбергеру.
В 1865—1897 годы музей издаёт свой журнал под названием «Сообщения императорского и королевского Музея прикладного искусства», с 1898 по 1921 выходит журнал «Искусство и прикладное искусство». Между 1955 и 1986 годами им издаётся журнал «Старое и современное искусство».
В 1907 году Музею прикладного искусства перешла значительная часть собрания Музея Торговли. В 1897 году директором музея становится Артур фон Скала, руководивший до этого Восточным музеем. При нём сотрудниками Музея прикладного искусства становятся такие мастера, как Отто Вагнер, Коломан Мозер, Фелисьен фон Мирбах, Йозеф Хоффман, Альфред Роллер и др. После основания Австрийской республики, в 1919 году музею были переданы часть фондов из собственности австрийских императоров, в частности коллекция восточных ковров. В результате обмена с Художественно-историческим музеем в 1936 и в 1840 годах музей передал часть скульптур и античного собрания, получив взамен собрание предметов прикладного искусства из коллекции Фигдора. После аншлюса Австрии, в 1938 году музей был переименован в «Государственный музей прикладного искусства в Вене» (Staatliches Kunstgewerbemuseum in Wien). В период с 1939 по 1945 год собрание его пополнилось многочисленными, конфискованными нацистами предметами искусства. Часть из них была возвращена владельцам и их наследникам впоследствии. В 1947 году музей был переименован в «Австрийский музей прикладного искусства». В 1949 он был вновь открыт для посещений после устранения повреждений, причинённых военными действиями.
В 1965 году к музею в качестве его филиала было присоединено здание на Вёринг-штрассе, 18. Вместе с ним во владение музея перешла большая коллекция старинных часов Франца Собека от 1750 и до 2-й половины XIX столетия, а также предметы мебели 1800-1840-го годов. В 1994 году был основан второй внешний филиал музея, в башнях венского Аренберг-парка. Впрочем, после 2011 года этот филиал был закрыт для посещений. В 2000 году музей получил статус научно-исследовательского учреждения.
В 2015 году по инициативе Музея в Вене проводится первое биеннале в области искусства, дизайна и архитектуры. .
С сентября 2011 года Музей прикладного искусства в Вене возглавляет Кристоф Тун-Хоэнштайн. В 2016 году он был утверждён как генеральный директор и научный руководитель музея и на последующие пять лет.

## Коллекция
Собрание памятников культуры и искусства музея подразделяется на несколько секций. Это:
- ВЕНА 1900. Дизайн и прикладное искусство 1890—1938 годов (WIEN 1900. Design / Kunstgewerbe 1890—1938)
- Ковры и паласы
- Азия. Китай — Япония — Корея
- Ренессанс, Барокко, Рококо
- Барокко, Рококо, Классицизм
- Ампир, Бидермайер
- Историзм, Югендштиль, Модерн.

Наиболее интересными предметами экспозиции являются произведения, изготовленные в венских мастерских, мебель фирм «Троне» и «Якоб и Йозеф Кон», «Данхаузер», эскизы работы Густава Климта для мозаик фриза к брюссельскому дворцу Стокле, «фарфоровая комната» из дворца Дубски, собрание богемского и венецианского хрусталя, фламандской и итальянской посуды, серебра, фарфора, тканей и ковров, а также изделия из китайского фарфора, японской цветной графики (Укиё-э) и деревянных шаблонов-клифе к ней (Катагами).

## Награды
- 1996: Премия Евросовета

## Находящиеся поблизости исторические и культурные памятники
- Венский городской парк
- Памятник Иоганну Штраусу в Городском парке
- Урания
- Австрийский почтовый банк
- Кафе Прюкель
- Вокзал Вена-Митте
- Отель «Интерконтиненталь»
- Венский концертный зал
- Площадь св. Стефана (Stephansplatz).

## Галерея

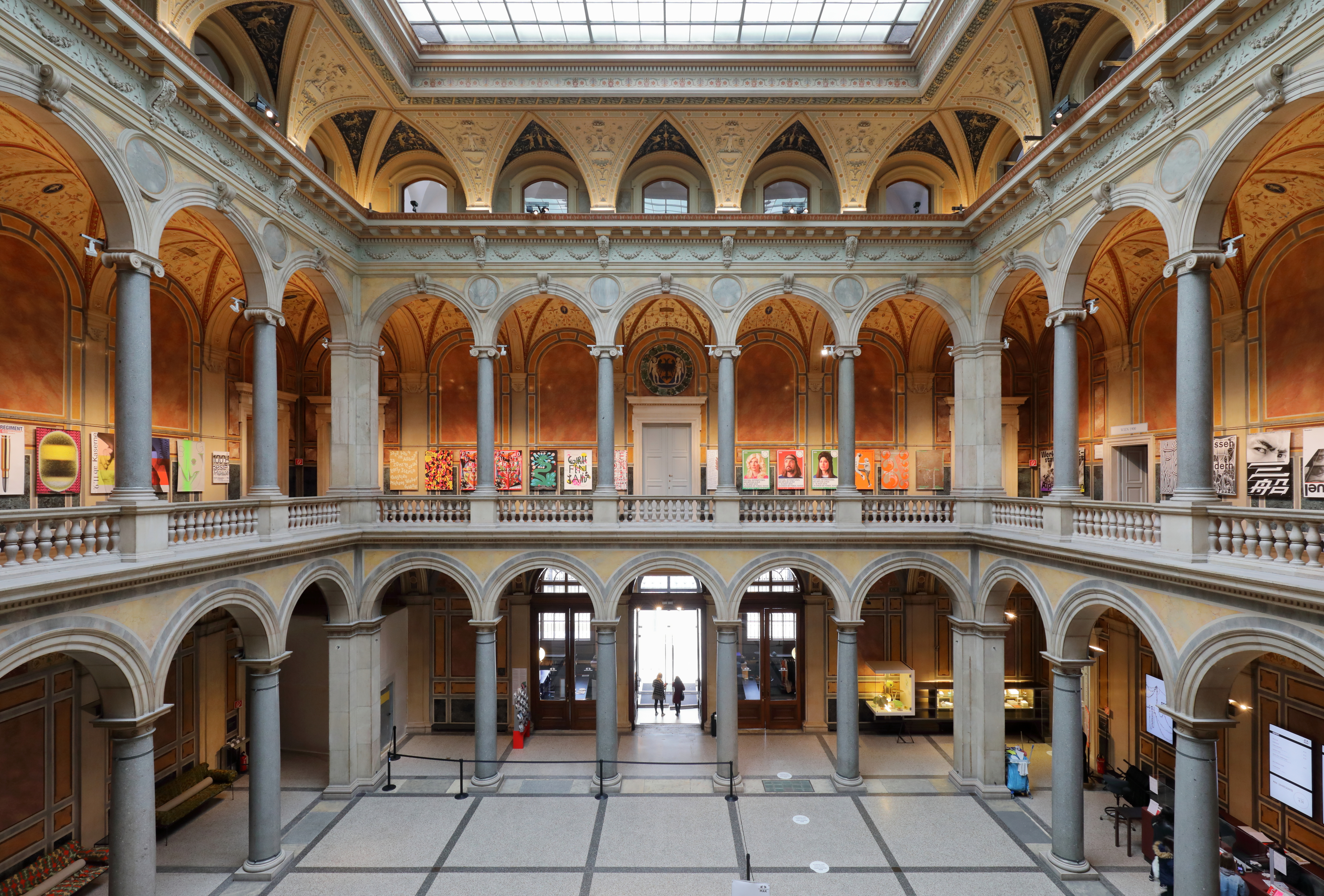
Интерьер галереи второго этажа музея
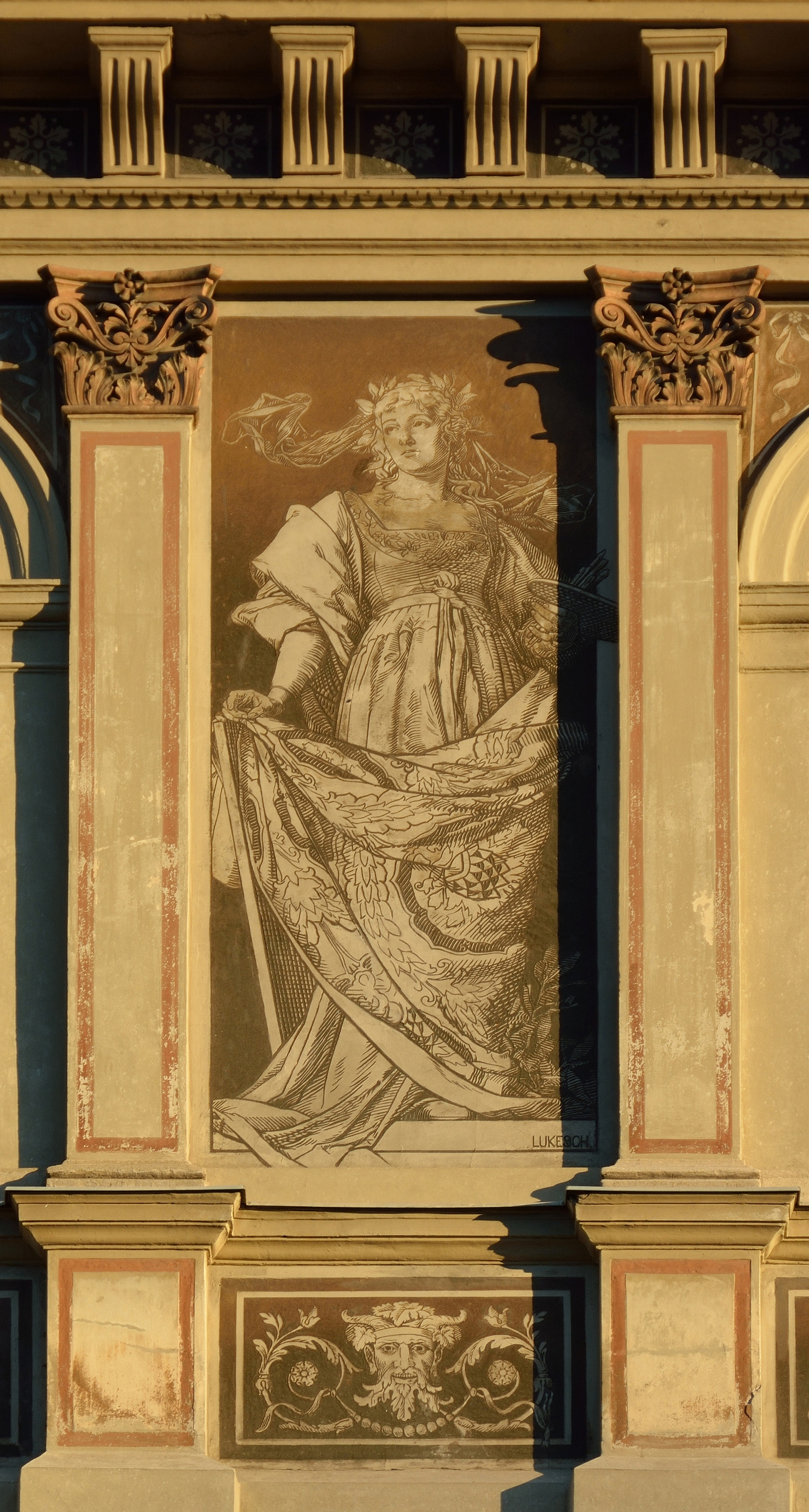
Аллегория живописи
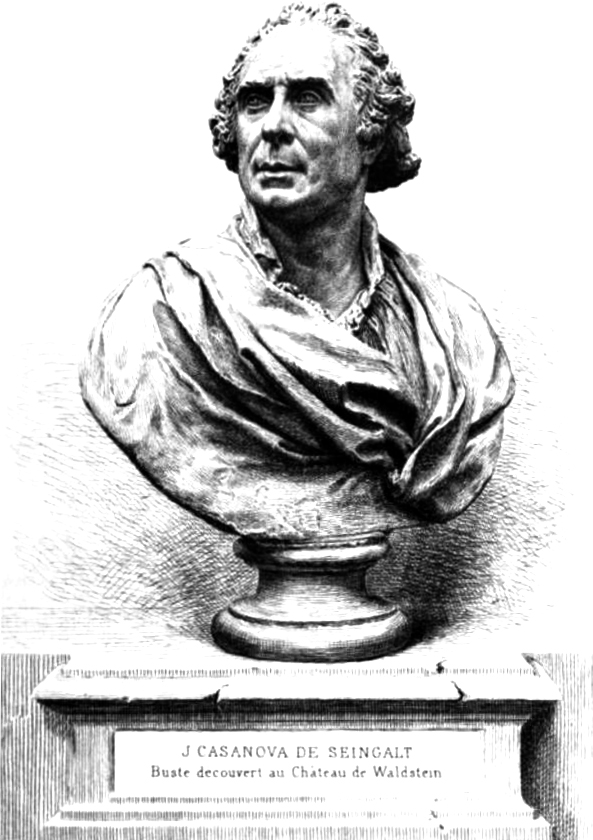
Бюст Джакомо Джироламо Казановы
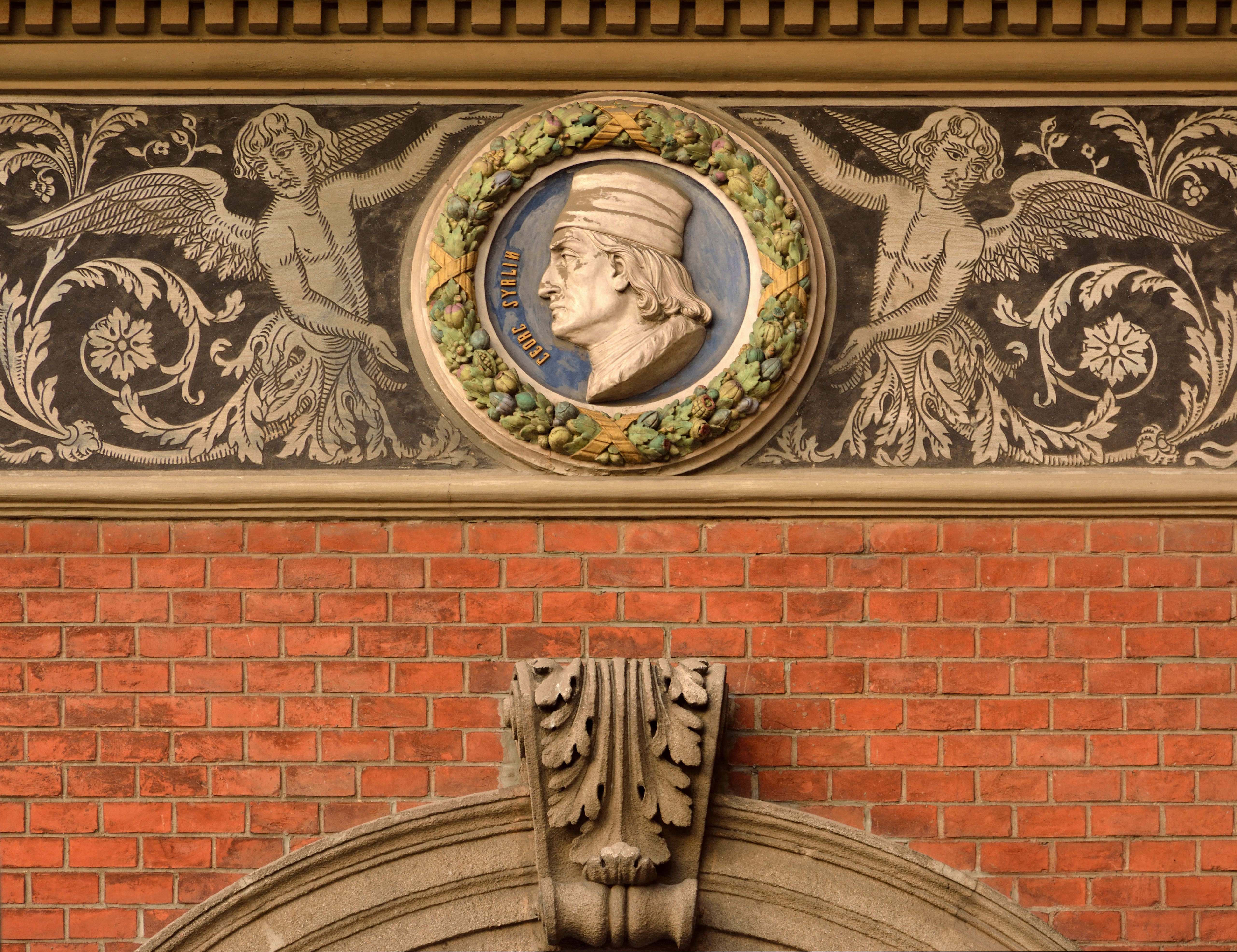
Деталь фасада
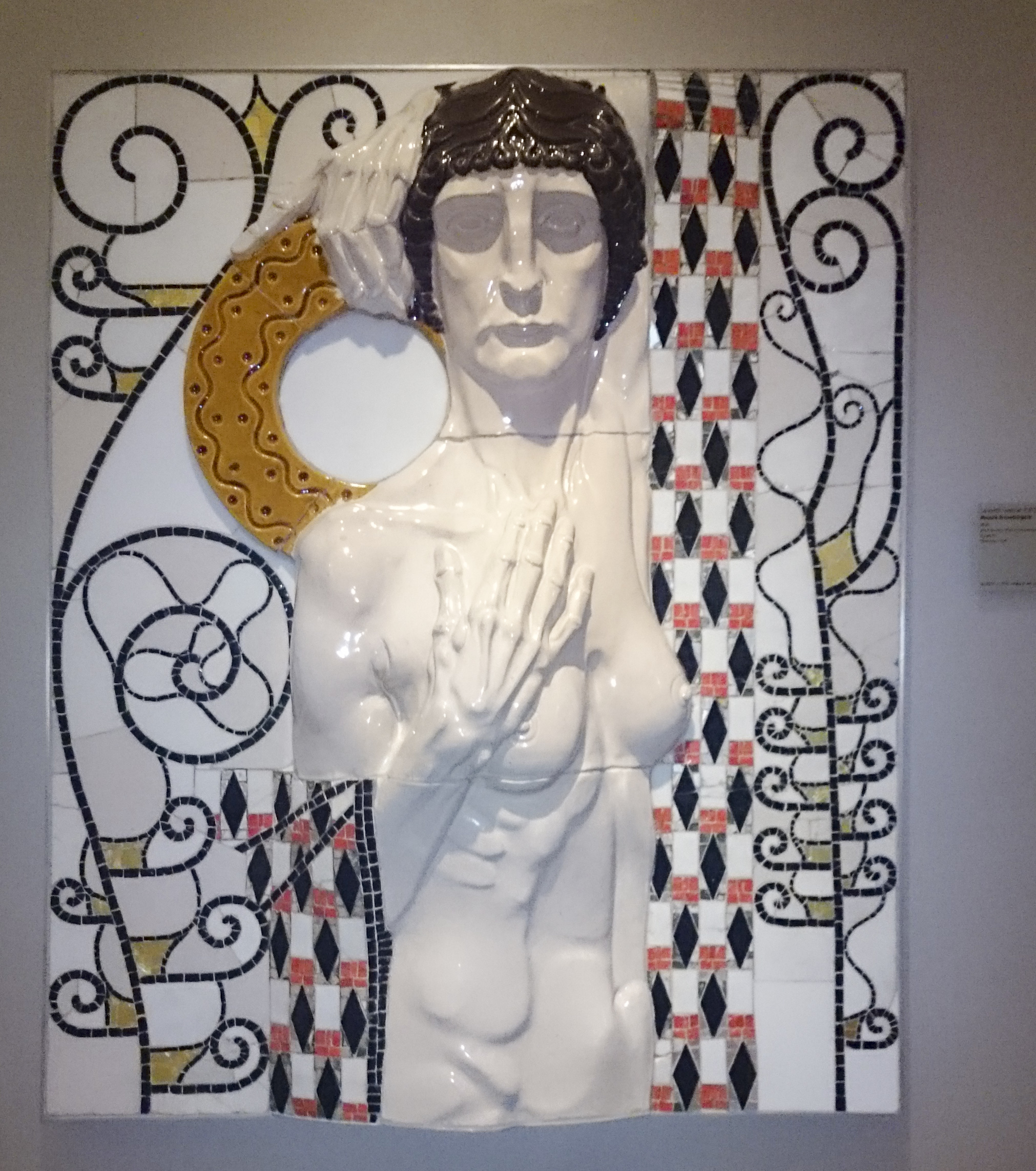
Леопольд Форстнер. Фигура женщины (1900)
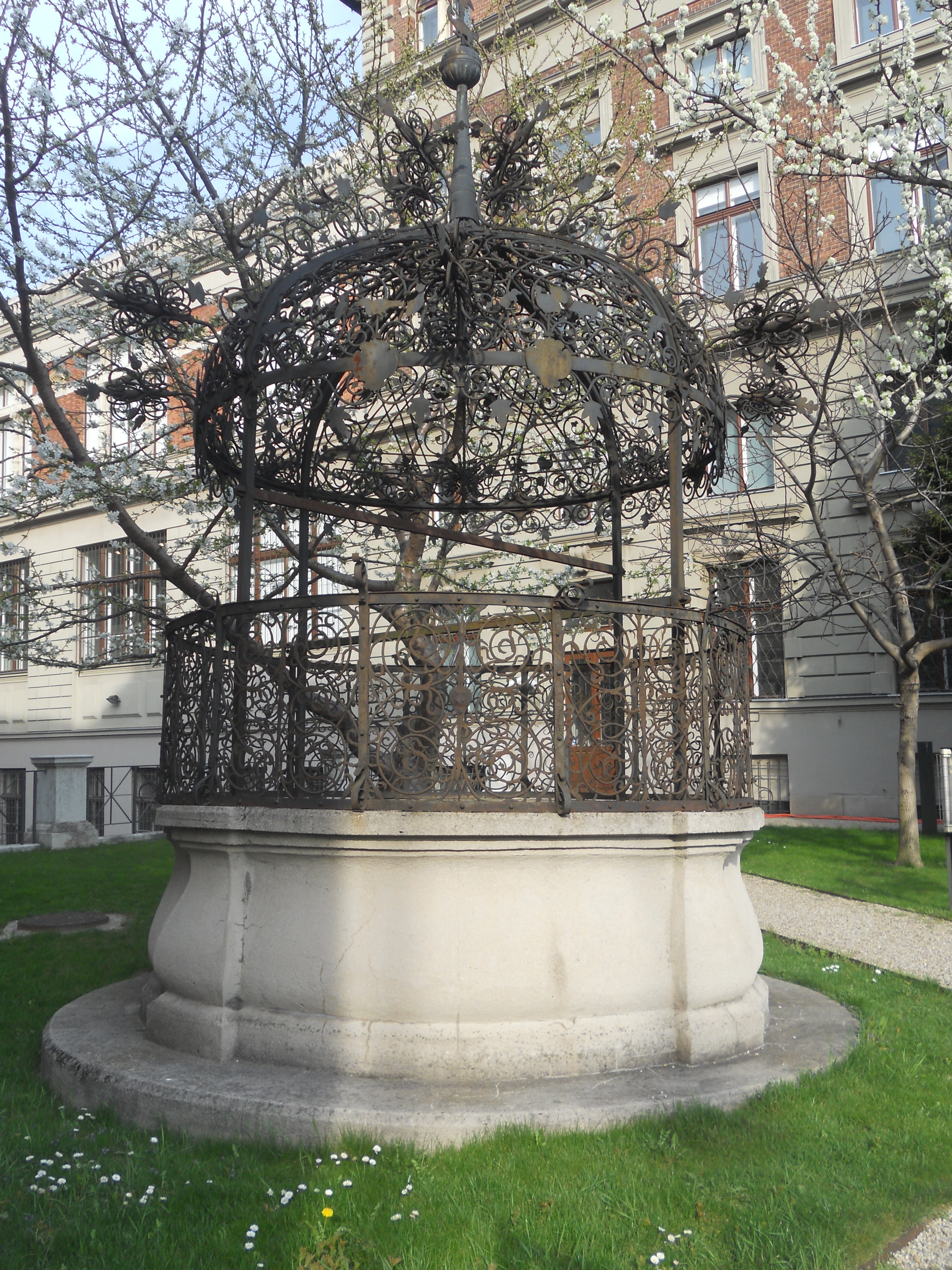
Ажурный источник (Zierbrunnen).